# Amerila saucia
Amerila saucia är en fjärilsart som beskrevs av Jean Baptiste Boisduval 1832. Amerila saucia ingår i släktet Amerila och familjen björnspinnare. Inga underarter finns listade i Catalogue of Life.